# Ali Suliman
Ali Suliman, född 10 oktober 1977 i Nasaret, är en palestinsk skådespelare.
Suliman har bland annat medverkat i filmerna Body of Lies, Lone Survivor och Arthur the King.

## Filmografi (i urval)
- 2007 – The Kingdom
- 2008 – Citronlunden
- 2008 – Body of Lies
- 2013 – Lone Survivor
- 2024 – Arthur the King
- 2025 – Prime Target (TV-serie)